# أوسكار (لاعب كرة قدم مواليد 1991)
أوسكار دوس سانتوس إمبوابا موظف (البرتغالية نطق: [ɔʃkaɾ DUS sɐtus imbɔɐba ʒũnjoʁ]؛ ولد في 9 سبتمبر 1991)، والمعروف باسم أوسكار، هو لاعب كرة قدم برازيلي يلعب في مركز الوسط الهجومي برفقة نادي شانغهاي النشط في الدوري الصيني الممتاز و‌المنتخب البرازيلي.
بدأ مسيرته في ساوباولو ثم انتقل إلى انترناسيونال البرازيلي وقضى ثلاث سنوات، وفي عام 2012 انتقل إلى تشلسي الإنجليزي، وفي عام 2016 وقع عقد بقيمة 60 مليون جنيه إسترليني مع نادي شانغهاي الصيني.
إحصائيات :
آخر تحديث 29 October 2012..
| النادي        | الموسم        | الدوري البرازيلي         | الدوري البرازيلي         | الدوري البرازيلي         | مقاطعة الباولستا      | مقاطعة الباولستا      | مقاطعة الباولستا      | كاس البرازيل | كاس البرازيل | كاس البرازيل | كونميبول  | كونميبول  | كونميبول     | أخرى   | أخرى    | أخرى         | المجموع | المجموع | المجموع      |
| النادي        | الموسم        | الظهور                   | الأهداف                  | تمريره حاسمه             | ظهور                  | الأهداف               | تمريره حاسمه          | ظهور         | الأهداف      | تمريره حاسمه | الظهور    | الأهداف   | تمريره حاسمه | الظهور | الأهداف | تمريره حاسمه | الظهور  | الأهداف | تمريره حاسمه |
| ------------- | ------------- | ------------------------ | ------------------------ | ------------------------ | --------------------- | --------------------- | --------------------- | ------------ | ------------ | ------------ | --------- | --------- | ------------ | ------ | ------- | ------------ | ------- | ------- | ------------ |
| ساوباولو      | 2009          | 11                       | 0                        | 2                        | 1                     | 0                     | 0                     | 0            | 0            | 0            | 2         | 0         | 0            | 0      | 0       | 0            | 14      | 0       | 2            |
| ساوباولو      | Total         | 11                       | 0                        | 2                        | 1                     | 0                     | 0                     | 0            | 0            | 0            | 2         | 0         | 0            | 0      | 0       | 0            | 14      | 0       | 2            |
| النادي        | الموسم        | الدوري البرازيلي         | الدوري البرازيلي         | الدوري البرازيلي         | Campeonato Gaúcho     | Campeonato Gaúcho     | Campeonato Gaúcho     | كاس البرازيل | كاس البرازيل | كاس البرازيل | كونميبول1 | كونميبول1 | كونميبول1    | أخرى2  | أخرى2   | أخرى2        | المجموع | المجموع | المجموع      |
| النادي        | الموسم        | الظهور                   | الأهداف                  | تمريره حاسمه             | الظهور                | الأهداف               | تمريره حاسمه          | الظهور       | الأهداف      | تمريره حاسمه | الظهور    | الأهداف   | تمريره حاسمه | الظهور | الأهداف | تمريره حاسمه | الظهور  | الأهداف | تمريره حاسمه |
| انترناسيونال  | 2010          | 5                        | 0                        | 0                        | 0                     | 0                     | 0                     | 0            | 0            | 0            | 0         | 0         | 0            | 1      | 0       | 0            | 6       | 0       | 0            |
| انترناسيونال  | 2011          | 26                       | 10                       | 5                        | 11                    | 0                     | 3                     | 0            | 0            | 0            | 7         | 3         | 2            | 0      | 0       | 0            | 44      | 13      | 10           |
| انترناسيونال  | 2012          | 5                        | 1                        | 0                        | 9                     | 4                     | 6                     | 0            | 0            | 0            | 6         | 1         | 4            | 0      | 0       | 0            | 20      | 6       | 10           |
| انترناسيونال  | المجموع       | 36                       | 11                       | 5                        | 20                    | 4                     | 9                     | 0            | 0            | 0            | 13        | 4         | 6            | 1      | 0       | 0            | 70      | 19      | 20           |
| النادي        | الموسم        | الدوري الإنجليزي الممتاز | الدوري الإنجليزي الممتاز | الدوري الإنجليزي الممتاز | كأس الاتحاد الإنجليزي | كأس الاتحاد الإنجليزي | كأس الاتحاد الإنجليزي | كأس الرابطة  | كأس الرابطة  | كأس الرابطة  | أوربا     | أوربا     | أوربا        | Other3 | Other3  | Other3       | المجموع | المجموع | المجموع      |
| النادي        | الموسم        | الظهور                   | الأهداف                  | تمريره حاسمه             | الظهور                | الأهداف               | تمريره حاسمه          | الظهور       | الأهداف      | تمريره حاسمه | الظهور    | الأهداف   | تمريره حاسمه | الظهور | الأهداف | تمريره حاسمه | الظهور  | الأهداف | تمريره حاسمه |
| تشيلسـي       | 2012–13       | 4                        | 0                        | 1                        | 1                     | 0                     | 1                     | 0            | 0            | 0            | 3         | 3         | 1            | 1      | 0       | 1            | 9       | 3       | 4            |
| تشيلسـي       | المجموع       | 4                        | 0                        | 1                        | 1                     | 0                     | 1                     | 0            | 0            | 0            | 3         | 3         | 1            | 1      | 0       | 1            | 9       | 3       | 4            |
| المجموع الكلي | المجموع الكلي | 52                       | 13                       | 7                        | 21                    | 4                     | 9                     | 0            | 0            | 0            | 18        | 7         | 7            | 2      | 0       | 0            | 92      | 22      | 24           |

1Includes other competitive competitions, including the ريكوبا سودأمريكانا: 2011.
2Includes other competitive competitions, including the كأس العالم للأندية كرة القدم: كأس العالم للأندية كرة القدم.
3Includes other competitive competitions, including the كأس السوبر الأوروبي: كأس السوبر الأوروبي 2012.

## المنتخب
As of 16 October 2012.
| المنتخب                   | النادي                     | الموسم  | الظهور | الأهداف | تمريره حاسمة |
| ------------------------- | -------------------------- | ------- | ------ | ------- | ------------ |
| منتخب البرازيل لكرة القدم | نادي إنترناسيونال & تشيلسي | 2011    | 2      | 0       | 0            |
| منتخب البرازيل لكرة القدم | نادي إنترناسيونال & تشيلسي | 2012    | 9      | 4       | 6            |
| منتخب البرازيل لكرة القدم | نادي إنترناسيونال & تشيلسي | المجموع | 11     | 4       | 6            |
| منتخب البرازيل تحت 23 سنة | تشيلسي                     | 2012    | 5      | 1       | 4            |
| منتخب البرازيل تحت 23 سنة | تشيلسي                     | المجموع | 5      | 1       | 4            |

| International appearances and goals | International appearances and goals | International appearances and goals  | International appearances and goals | International appearances and goals | International appearances and goals | International appearances and goals |
| #                                   | التاريخ                             | الملعب                               | المنافس                             | النتيجة                             | الهدف                               | المسابقة                            |
| 2011–2012                           | 2011–2012                           | 2011–2012                            | 2011–2012                           | 2011–2012                           | 2011–2012                           | 2011–2012                           |
| ----------------------------------- | ----------------------------------- | ------------------------------------ | ----------------------------------- | ----------------------------------- | ----------------------------------- | ----------------------------------- |
| 1.                                  | 14 September 2011                   | Córdoba, Córdoba Province, Argentina | الأرجنتين                           | 0–0                                 | 0                                   | السوبر كلاسيكو 2011                 |
| 2.                                  | 7 أكتوبر 2011                       | سان خوسيه (كوستاريكا), Costa Rica    | كوستاريكا                           | 1–0                                 | 0                                   | ودية                                |
| 3.                                  | 26 مايو 2012                        | هامبورغ, Germany                     | الدنمارك                            | 3–1                                 | 0                                   | ودية                                |
| 4.                                  | 30 مايو 2012                        | Landover, USA                        | الولايات المتحدة                    | 4–1                                 | 0                                   | ودية                                |
| 5.                                  | 3 يونيو 2012                        | أرلينغتون, USA                       | المكسيك                             | 0–2                                 | 0                                   | ودية                                |
| 6.                                  | 9 يونيو 2012                        | شرق راذرفورد, USA                    | الأرجنتين                           | 3–4                                 | 1                                   | ودية                                |
| 7.                                  | 15 أغسطس 2012                       | ستوكهولم, Sweden                     | السويد                              | 3–0                                 | 0                                   | ودية                                |
| 8.                                  | 10 سبتمبر 2012                      | ريسيفي, Brazil                       | الصين                               | 8–0                                 | 1                                   | ودية                                |
| 9.                                  | 11 أكتوبر 2012                      | مالمو, Sweden                        | العراق                              | 6–0                                 | 2                                   | ودية                                |

## International goals

### Brazil
Scores and results list Brazil's goal tally first.
| Goal | Date              | Venue                          | Opponent  | Score | Result | Competition |
| ---- | ----------------- | ------------------------------ | --------- | ----- | ------ | ----------- |
| 1    | 9 June 2012       | ملعب ميتلايف، الولايات المتحدة | الأرجنتين | 2–3   | 3–4    | مباراة ودية |
| 2    | 10 September 2012 | ملعب لا أرودا، البرازيل        | الصين     | 8–0   | 8–0    | مباراة ودية |
| 3    | 11 October 2012   | ملعب سويدبانك، السويد          | العراق    | 1–0   | 6–0    | مباراة ودية |
| 4    | 11 October 2012   | ملعب سويدبانك، السويد          | العراق    | 2–0   | 6–0    | مباراة ودية |

### منتخب البرازيل تحت 23 سنة
Scores and results list Brazil's goal tally first.
| Goal | Date         | Venue                      | Opponent | Score | Result | Competition                                                 |
| ---- | ------------ | -------------------------- | -------- | ----- | ------ | ----------------------------------------------------------- |
| 1    | 29 July 2012 | ملعب أولد ترافورد, England | بيلاروس  | 3–1   | 3–1    | كرة القدم في الألعاب الأولمبية الصيفية 2012 – مسابقة الرجال |

## الجوائز
Internacional
- Campeonato Gaúcho (2): 2011، 2012
- ريكوبا سودأمريكانا (1): 2011

Brazil
- كوبا أمريكا تحت 20 سنة (1): بطولة أمريكا الجنوبية للشباب تحت 20 سنة 2011
- كأس العالم تحت 20 سنة لكرة القدم (1): كأس العالم تحت 20 سنة لكرة القدم 2011
- السوبر كلاسيكو (1): 2011
- ألعاب أولمبية صيفية (1): كرة القدم في الألعاب الأولمبية الصيفية 2012 – مسابقة الرجال

## وصلات خارجية
- هذه المقالة غير مرتبط بويكي بيانات

1. ↑  "2014 FIFA World Cup Brazil: List of players: Colombia" (PDF). FIFA. 14 يوليو 2014. ص. 9. مؤرشف من الأصل (PDF) في 2014-06-30. اطلع عليه بتاريخ 2019-07-11.
2. 1 2  "Oscar: Overview". Premier League. مؤرشف من الأصل في 2022-06-18. اطلع عليه بتاريخ 2018-04-17.
3. ↑  Oscar: Chelsea midfielder to join Shanghai SIPG in China for about £60m - BBC Sport نسخة محفوظة 27 يوليو 2017 على موقع واي باك مشين.

لا توجد روابط لمواقع التواصل الاجتماعي.